# Myrcia guavira-mi
Myrcia guavira-mi là một loài thực vật có hoa trong Họ Đào kim nương. Loài này được Parodi mô tả khoa học đầu tiên năm 1879.